# NGC 3139
NGC 3139 је лентикуларна галаксија у сазвежђу Хидра која се налази на NGC листи објеката дубоког неба.
Деклинација објекта је - 11° 46' 40" а ректасцензија 10h 10m 5,1s. Привидна величина (магнитуда) објекта NGC 3139 износи 13,5 а фотографска магнитуда 14,5. NGC 3139 је још познат и под ознакама MCG -2-26-34, NPM1G -11.0259, PGC 29583.